# Fléville
Fléville ist eine französische Gemeinde mit 93 Einwohnern (Stand 1. Januar 2022) im Département Ardennes in der Region Grand Est (vor 2016 Champagne-Ardenne). Sie gehört zum Arrondissement Vouziers, zum Kanton Attigny und zum Gemeindeverband Argonne Ardennaise.

## Geografie
Die Gemeinde Fléville liegt an der Aire. 23 Kilometer südöstlich von Vouziers. Umgeben wird Fléville von den Nachbargemeinden Sommerance im Norden, Exermont im Osten, Chatel-Chéhéry im Süden, Cornay im Westen sowie Saint-Juvin im Nordwesten.

## Bevölkerungsentwicklung
| Jahr                       | 1962 | 1968 | 1975 | 1982 | 1990 | 1999 | 2006 | 2013 | 2019 |
| -------------------------- | ---- | ---- | ---- | ---- | ---- | ---- | ---- | ---- | ---- |
| Einwohner                  | 146  | 148  | 118  | 113  | 108  | 102  | 97   | 102  | 95   |
| Quellen: Cassini und INSEE |      |      |      |      |      |      |      |      |      |

## Sehenswürdigkeiten
- Kirche Saint-Médard